# Nikhil Chopra
Nikhil Chopra (* 1974 in Kolkata) ist ein indischer Performancekünstler.

## Leben und Werk
Nikhil Chopra studierte bis 1995 am N.M. College of Commerce and Economics in Mumbai und anschließend bis 1999 Kunst am Maharaja Sayajirao University of Baroda. Den Bachelor of Fine Arts absolvierte er am Maryland Institute College of Art und den Master 2003 an der Ohio State University.
Chopras Arbeiten befinden sich auf der Schnittfläche zwischen Performance, Theater, Skulptur, Fotografie und Zeichnung. Seine Performances behandeln Themen wie Identität, die Rolle der Autobiografie und befassen sich mit Selbstdarstellung und Selbstporträt.
Nikhil Chopra stellt international aus, er war unter anderem Teilnehmer der 53. Biennale di Venezia (2009), Kochi-Muziris Biennale (2014) und der documenta 14 (2017).